# Iglesia de la Asunción (Palermo)

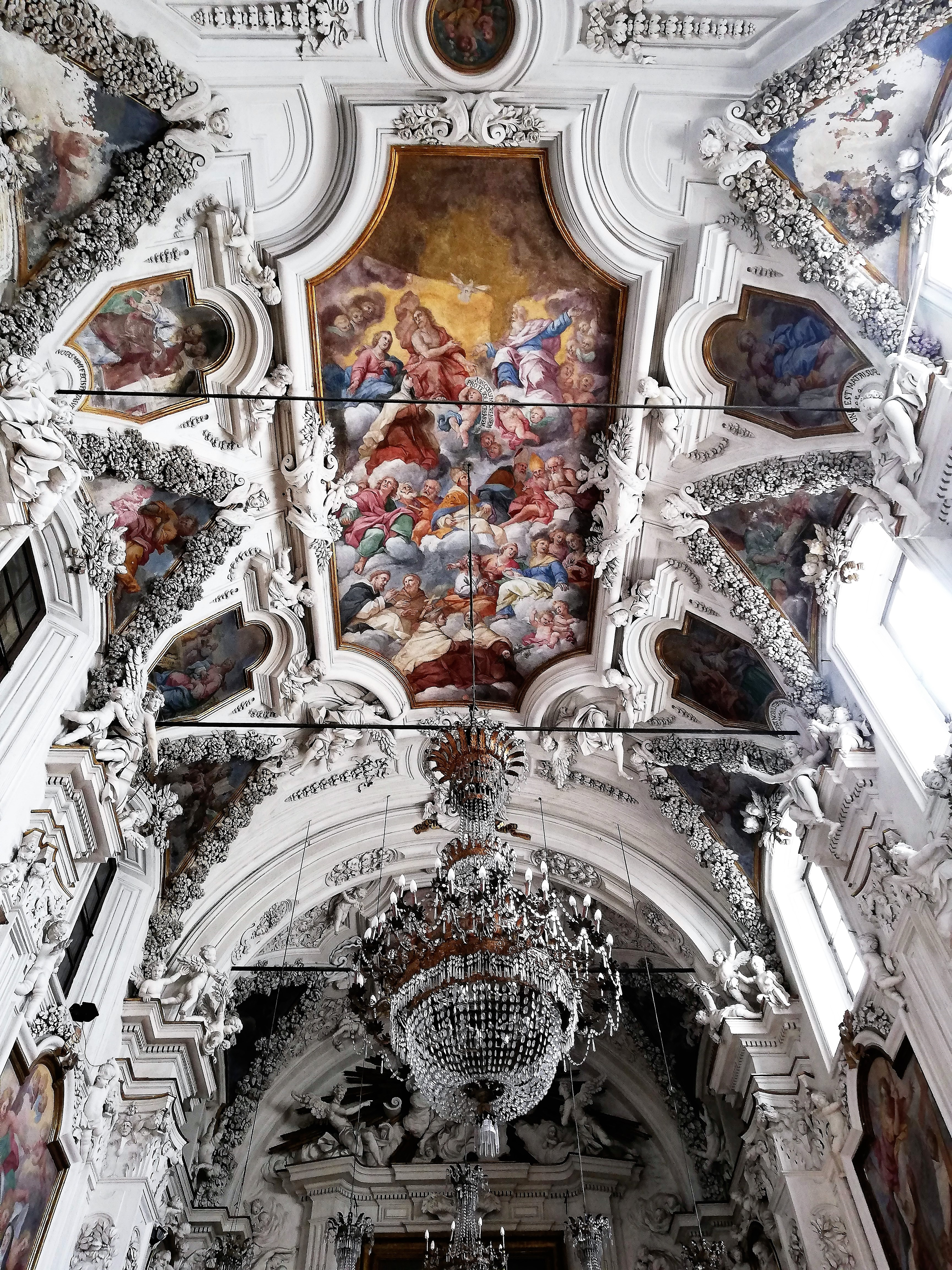
Cúpula.

La iglesia de la Asunción (en italiano Chiesa dell'Assunta) una iglesia barroca situada en el centro histórico de Palermo, en la Via Maqueda. El conjunto monumental comprende la iglesia y el monasterio de la Orden de los Carmelitas Descalzos.

## Historia

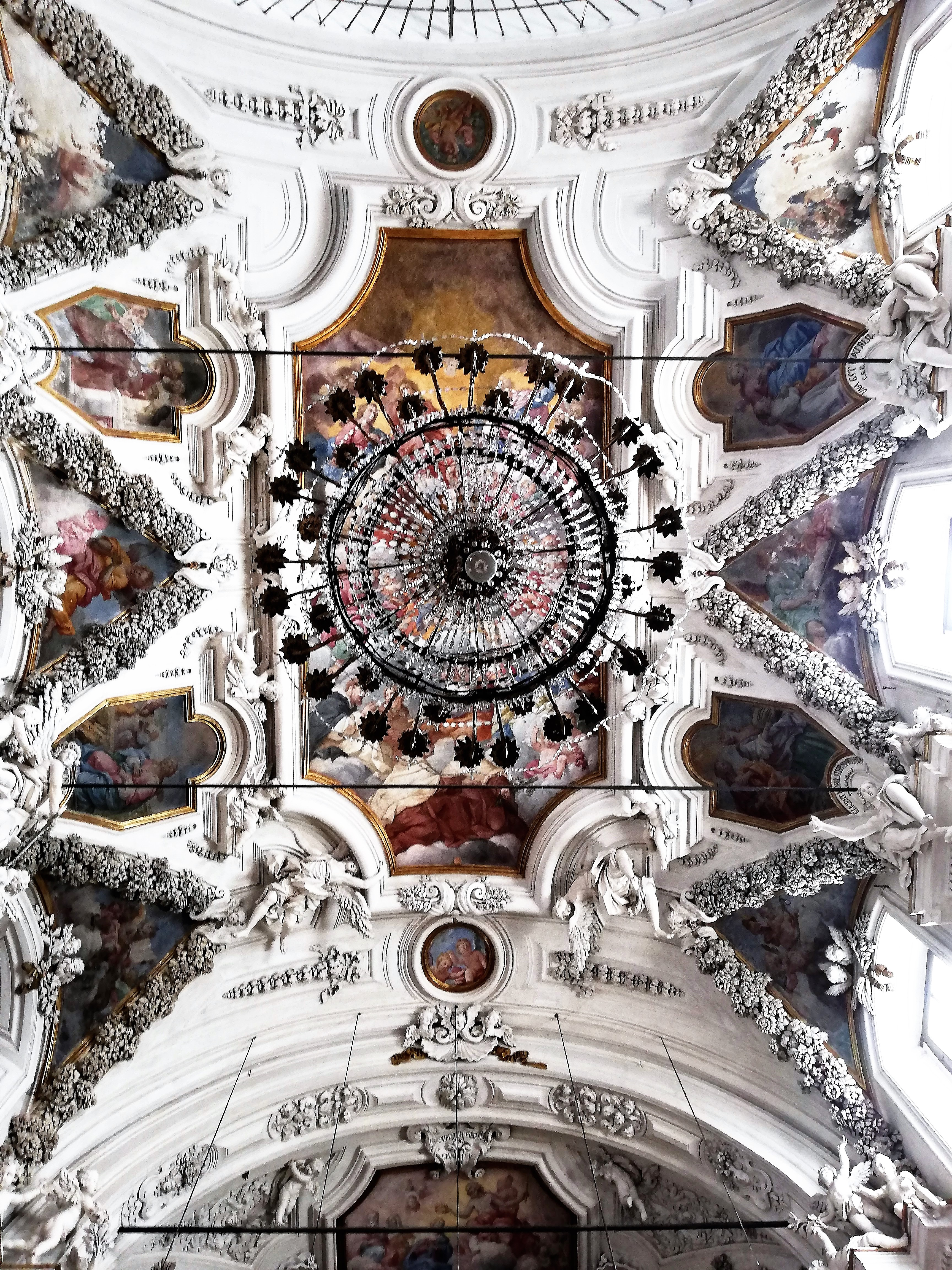
Frescos y bóveda de estuco.

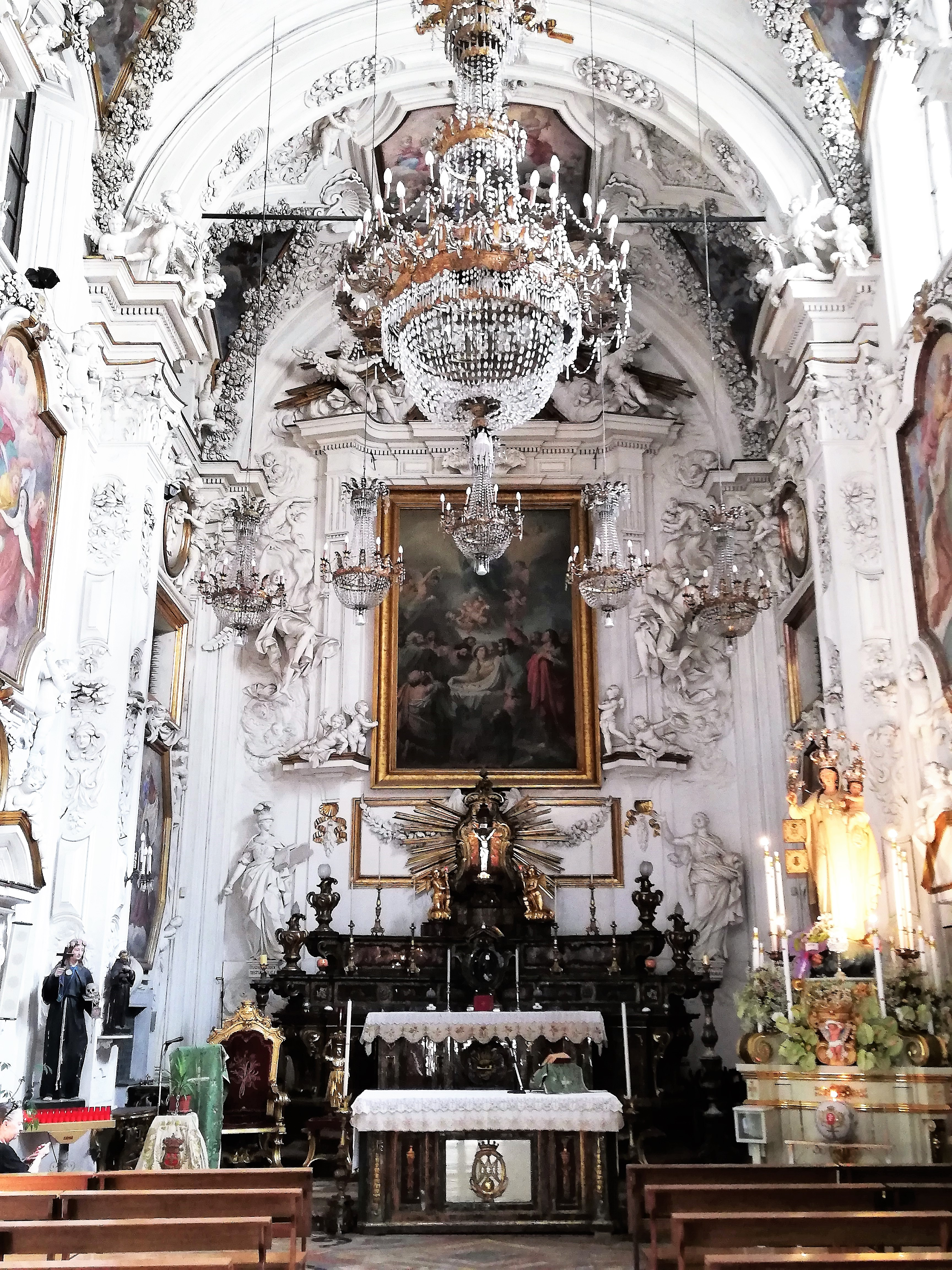
Altar mayor.

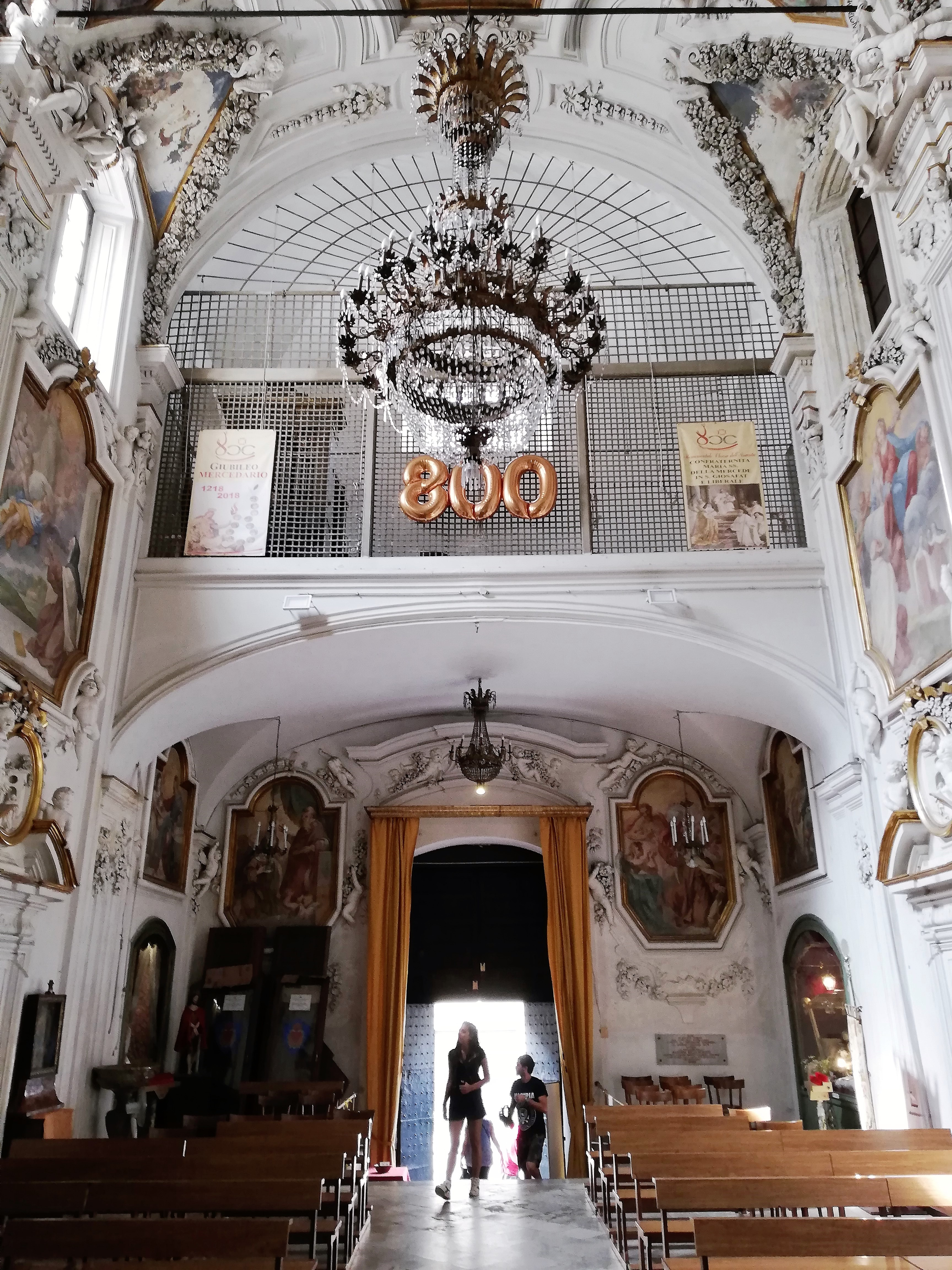
Coro.

El convento fue fundado por Juana de la Cerda, duquesa de Montalto, hija del duque de Medinaceli, esposa de Antonio de Aragón y Moncada, duque de Montalto, príncipe de Paternò, duque de Bivona. Tras la trágica muerte de su hijo, la duquesa hizo votos como carmelita descalza en el monasterio de San Giuseppe en Nápoles en 1626, tomando el nombre de Sor Teresa del Espíritu Santo. Su marido ingresó en la Compañía de Jesús.
El 9 de febrero de 1625, el duque obtuvo Bula del papa Urbano VIII autorizando la fundación del monasterio, bajo la titularidad de la Asunción de la Virgen. El 13 de junio de 1628, el cardenal Giannettino Doria impartió la bendición de la nueva iglesia. El hijo de los fundadores, Luis Guillén de Moncada y Aragón, VII duque de Montalto, yerno del duque de Alcalá, entonces virrey de Sicilia, logró transferir efectivamente la institución a la jurisdicción de los Padres Teresianos, fuera del control del ordinario diocesano.

## Fachada
Elevación orientada al oeste. Toda la fachada en sillares presenta el relieve de parejas de pilastras gemelas colocadas sobre altos plintos de mármol. En la portada, entre los capiteles corintios enriquecidos con guirnaldas, la placa y el escudo de los Moncada sostenido por querubines y presidido por un grifo, llevan la fecha de 1662. Una cornisa separa un segundo orden reducido con una ventana central. Un frontón triangular cierra la perspectiva. La puerta solemne recuerda el estilo del complejo, se crean nichos vacíos entre los elementos verticales.
Texto de la placa:

QVAM DEMIRARIS ÆDIS, DOMVS QVE MOREM, D. ANTONIVS IN ARAGONA, ET MONCADA DVX MOTISALTI, PRINCEPS PATERNIONIS, DVX BIBONÆ, EQVES AVREI VELLARIS AB IMO EXCITAVIT LAPIDE; EA QVE AMPLISSIMO DONATAM CENSV AC OMNIGENA SUPPELLECILE SPLENDIDE LOCV PIETATAM VXORI DVCI D. IOANNÆ LACERDA MVUNDVM, VEL IN SECVUNDIS ZEPHYRIS, NAVSEANTI, SVB TVTELA ASSVMPTÆ VIRGINIS, PORTVM APERVIT À.C.N. MDCXXVIII; VBI DVM INTER EXCALCEATAS VIRGINES CARMELITIDAS ÆQVO ET IPSA RELIGIONIS IVRE, VICTITABAT, DVX MARITVS È LVDICRA MVNDI SCENA IN SOCIETATE IESV PERSONAM SIC TACITUS POSVIT, VT DE PERACTA PRECLÆRÈ FABULA POSTERITATIS OMNES NEGLEXERIT PLAVSVS. VERVM D. ALOYSIUS GVLIELMVS I MONCADA, ARAGONA, LVNA, ET CARDONA FILIVS, PRINCEPS PATERNIONIS, DVX MONTISALTI, ET BIBONÆ, SEXIES COMES, DVODEVICIES DYNASTA, QVATER BARO, ET INTER HISPANIÆ MAGNATES TER IPSE MAGNVS, EQVES AVREI VELLERIS, AC NEAPOLITANI EQVITATVS SVPREMVS DVCTOR, REGI CATHOLICO PHILIPPO IV. A CVBICVLO, AC REGINÆ MARIANNÆ AVSTRIACÆ HIPPONARCHVS; POST SICVLVM, SARDOVMQVE REGNVM SEMEL, POST VALENTINVM PRO REGE SECVUNDVM ADMINISTRATA, AD CÆSAREM LEOPOLDVM IGNATIVM REGIVS ORATOR EXTRA ORDINEM DESIGNATVS, PARENTVM MODESTIAM DIV SECVM TACITÈ VENERATVS, PRECIBVS TANDEM EORVM VICTVS, QVI EX CARMELI FAMILIA HVIC ASCETERIO MODERĀTVR, ANNVIT VT GENITORVM PIETAS, FILIJQVE STVDIVM IN HVNC PARTHENONĒ GĒTILITIO STĒMATE, VOCALIQVE MARMORE ÆTERNITATE VELVT IN ARA, COLLVCERĒT À P.V. MDCLXII.

## Interior
La iglesia es de una sola nave con suelo de mármol policromado realizado en 1638. En la contrafachada se encuentra el coro cerrado por una reja, que alberga un órgano de tubos de Pietro Lugaro (1861). El aparato decorativo del interior data de 1710 y fue dictado por la glorificación de Santa Teresa de Ávila . El subcoro está decorado con frescos de Guglielmo Borremans, el ciclo decorativo de Filippo Tancredi con la Gloria de Santa Teresa de Ávila en la bóveda, Historias de la vida de Santa Teresa en las bóvedas enriquecidas con guirnaldas florales de estuco y Antonio Grano. Estatuas, decoraciones, pequeños teatros y artefactos de estuco atribuidos a los hermanos Serpotta.

### pared derecha
- Edículo en el subcoro que contiene el modelo de cera de la Mater Dolorosa rematado por un fresco.
- Nicho ' Ecce Homo, con relativa estatua; Tímpano de arco roto con teatro ovalado intermedio rematado por fresco.

Capilla de Santa Teresa de Ávila. En el altar, la pintura que representa a Santa Teresa indica el monasterio de San Giuseppe de Gaspare Serenari, bordeado por las alegorías en estuco de la Divina Sabiduría y la Fortaleza. Sobre la mesa se coloca una estatuilla de madera policromada del siglo XVIII que representa a la Inmaculada Concepción. Frente al sagrario del altar, los bustos de madera policromada de Santa Teresa de Ávila y San Juan de la Cruz, de escuela napolitana.
- Nicho que contiene la pintura que representa a la Virgen de la Salud, delimitado por un tímpano de arco quebrado con un teatro oval intermedio rematado por el fresco de Santa Teresa y San Juan de la Cruz. Cerca del arco de triunfo se sitúa el paso con una estatua de madera de María Santissima della Mercede atribuida a Rosario Bagnasco de 1910.
- Muro del presbiterio con fresco Visión de las "Bodas Místicas" con Jesús ofreciendo un clavo de la cruz rematado por un tondo con un busto de San Pablo Apóstol.

### Pared izquierda
- Edículo en el subcoro con una urna relicario que contiene el cuerpo de la mártir romana Santa Teodora rematada por un fresco. Reliquia donada por el Papa Clemente XIV a Gioacchino Castello, párroco de la iglesia de Sant'Ippolito Martire en Porta Carini para el monasterio.
- Nicho delimitado por un tímpano de arco quebrado con un teatro oval intermedio rematado por el fresco Éxtasis de Santa Teresa.

Capilla del Santo Crucifijo. En el altar se encuentra el Crucifijo del siglo XVIII con cruz de carey y figuras de estuco de santos dolientes: María, María Magdalena y San Juan Evangelista, bordeados por las alegorías de la Caridad, la Misericordia, la Fortaleza y la Divina Sabiduría. Delante del sagrario, el busto de madera de Sant'Alberto degli Abati de escuela napolitana. Debajo de la mesa el simulacro de cera que representa la Dormitio Virginis.
- Nicho delimitado por un tímpano de arco quebrado con un teatro oval intermedio rematado por un fresco. Cerca del arco triunfal se encuentra la estatua de madera de Santa Rosalía.
- Muro del presbiterio, paso a la sacristía con fresco de Santa Teresa a los pies de la Virgen recibiendo el velo de San José rematado por un tondo con un busto de San Pedro Apóstol.

### Presbiterio
Presbiterio con ábside rectangular delimitado por arco de triunfo. El altar mayor ad Deum en piedras duras y semipreciosas, ágata y lapislázuli tiene dos escalones con jarrones laterales y dos estatuas de estuco: la Fe y la Caridad de Procopio Serpotta. En el edículo de la parte elevada destaca la pintura de ' Asunción de Giuseppe Patricolo de 1800, en la cornisa del luneto del arco absidial se encuentra la Gloria del Padre, obra en estuco de Giuseppe y Procopio Serpotta. La bóveda alberga un fresco que representa a Santa Teresa venerando a la Virgen Coronada. Sobre la mesa del sagrario está coronada por la figura de Jesús resucitado rodeado de rayos de luz.

## Monasterio de la Orden de los Carmelitas Descalzos
- 1625, Fundación canónica del monasterio de la Orden de los Carmelitas Descalzos.

Sobre el revoco blanco restaurado resaltan las poderosas pilastras que delimitan el portal almohadillado con tímpano de arco quebrado y ventana intermedia.

## Cofradía de la Santísima María de la Misericordia
El templo monumental está confiado a la cofradía de María Santissima della Mercede fundada en 1909 en la destruida iglesia de San Giosafat.

## Entradas relacionadas
- Carmelitas Descalzas